# Saint-Alban-Leysse
Saint-Alban-Leysse é uma comuna francesa na região administrativa de Auvérnia-Ródano-Alpes, no departamento de Saboia. Estende-se por uma área de 8,4 km². Em 2010 a comuna tinha 6 354 habitantes (densidade: 756,4 hab./km²).